# Білокриницький ботанічний заказник
«Білокриницький» — ботанічний заказник місцевого значення в Україні. Заказник розташований на території Зборівського району Тернопільської області, село Білокриниця, Залозецьке лісництво, кв. 62 в. 7, лісове урочище «Білокриниця».
Площа — 8,1 га, створений у 2005 році.